# Adolf Šimperský
Adolf Šimperský (5. srpna 1909, Břevnov – 15. února 1964) byl český fotbalista, československý reprezentant.

## Sportovní kariéra
Byl držitelem stříbrné medaile z mistrovství světa v Itálii roku 1934, byť do bojů šampionátu přímo nezasáhl. Nastoupil k deseti reprezentačním utkáním v letech 1930 až 1933, žádný gól nevstřelil.
V letech 1927 – 1936 hrál za Slavii Praha, kam přišel z Březnice. Odtud přestoupil do SK Slezská Ostrava. Hrál převážně v záloze, uměl udržet míč a přesně přihrávat. Brzy přibral na váze a ztratil špičkovou výkonnost.